# Fernando Gimeno Marín
Fernando Gimeno Marín (Jaca, 1949) es un funcionario de la Administración General del Estado y político español. Fue Consejero de Hacienda y Administración Pública de Aragón entre 2015 y 2019 en el gobierno del socialista Javier Lambán. Anteriormente fue vicealcalde del ayuntamiento de Zaragoza y diputado en el Congreso durante cinco mandatos.

## Biografía
Licenciado en Derecho por la Universidad de Barcelona, es inspector de trabajo y seguridad social de la Administración General del Estado. En el ámbito político, es miembro del Partido Socialista Obrero Español (PSOE), formación con la que concurrió y obtuvo escaño al Congreso de Los Diputados por la circunscripción de Zaragoza en las elecciones generales de 1982, 1986, 1989, 1993 y 1996. En su actividad como parlamentario, fue vocal de la Comisión de Política Social y Empleo en cuatro de los cinco mandatos, fue vicepresidente de la Comisión Mixta de relaciones con el Tribunal de Cuentas en la VI Legislatura, fue ponente de las ponencias de dieciséis proyectos de ley (entre los que se encontraban varios de presupuestos generales, el de creación del Consejo Económico y Social y la legislación sobre cooperativas), así como en dos proposiciones de ley.
Después fue concejal del Ayuntamiento de Zaragoza, donde ocupó distintas responsabilidades desde 2007, entre las que destaca haber sido vicealcalde del municipio hasta junio de 2015.
Tras las elecciones de mayo de 2015, pasó del ayuntamiento de Zaragoza a la Diputación General de Aragón, para ejercer como Consejero de Hacienda y Administración Pública de Aragón bajo la presidencia de Javier Lambán.
 Tras las elecciones de 2019 fue sustituido en el cargo por el también socialista Carlos Pérez Anadón.